# Albăstrea de munte
Albăstreaua de munte (Centaurea pinnatifida) este o plantă erbacee din familia Asteraceae (sau Compositae). Tulpina are 250 mm, este dreaptă, cu un singur capilar mare la vârf, cu flori azurii-albastre. Înflorește în lunile iulie-august.
Frunzele sunt îngrămădite la baza tulpinii și sunt alungite, de obicei cu dinți mari.

## Răspândire
Se găsește în România prin munții Carpați, unde sunt locuri ierboase și adăpostite.

## Legături externe
- „Centaurea pinnatifida”. GBIF. Accesat în 30 iunie 2018.
- Centaurea pinnatifida, clasate.cimec.ro